# Sminthea apicigastrica
Sminthea apicigastrica is een hydroïdpoliep uit de familie Rhopalonematidae. De poliep komt uit het geslacht Sminthea. Sminthea apicigastrica werd in 2009 voor het eerst wetenschappelijk beschreven door Xu, Huang & Du. 